# Gare de Savennières - Béhuard
La gare de Savennières - Béhuard est une gare ferroviaire française de la ligne de Tours à Saint-Nazaire, située sur le territoire de la commune de Savennières, près de Béhuard, dans le département de Maine-et-Loire, en région Pays de la Loire.
C'est une halte ferroviaire de la Société nationale des chemins de fer français (SNCF), elle est desservie par des trains express régionaux TER Pays de la Loire.

## Situation ferroviaire
Établie à 23 mètres d'altitude, la gare de Savennières - Béhuard est située au point kilométrique (PK) 355,390 de la ligne de Tours à Saint-Nazaire, entre les gares ouvertes d'Angers-Saint-Laud et de La Possonnière. Elle est séparée d'Angers par les gares aujourd'hui fermées de Béhuard-les-Forges et de La Pointe - Bouchemaine.

## Service des voyageurs

### Accueil
Halte SNCF, c'est un point d'arrêt non géré (PANG) à entrée libre, équipé d'abris de quai.

### Desserte
Savennières - Béhuard est desservie par des trains TER Pays de la Loire circulant entre Angers-Saint-Laud et Cholet. Elle est également desservie par des TER circulant entre Angers-Saint-Laud et Nantes les samedis, dimanches et fêtes.

### Intermodalité
Un parc à vélos et un parking pour les véhicules sont aménagés.